# Marek Chrobak
Marek Chrobak (* um 1955 in Polen) ist ein polnischer Informatiker und Professor an der University of California. Seine wichtigste wissenschaftliche Errungenschaft war der Algorithmus zur Minimierung von endlichen Automaten.

## Biografie
Im Jahr 1985 machte Marek Chrobak seinen Doktor in Informatik an der Universität von Warschau. Danach war er von 1985 bis 1987 Assistenzprofessor an dieser Universität. Im Jahr 1987 war er assistierender Gastprofessor an der Columbia University. Seit 1987 ist Chrobak Professor an der University of California, Riverside.